# واحة تغمرت

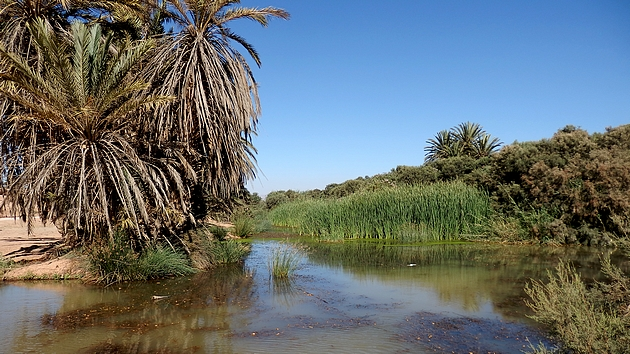
واحة تغمرت

تغمرت (بالأمازيغية: ⵜⵉⵖⵎⴰⵔⵜ) هي قرية تابعة لبلدية أسرير الريفية المغربية بإقليم كلميم ومنطقة كلميم واد نون.

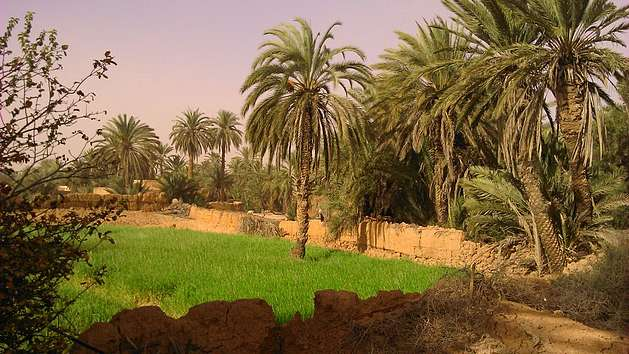
واحة تغمرت

تقع هذه القرية السياحية على بعد 10 كيلو متر من كلميم وتشتهر بواحتها.

## واحة تغمرت

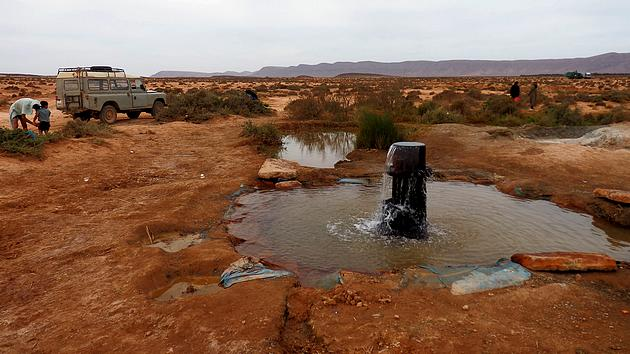
ينبوع في واحة تغمرت حار.

واحة تغمرت هي واحة تقع في جماعة أسرير بإقليم كلميم، وهي تبعد حوالي 10 كلم عن مدينة كلميم. وهي بمثابة منطقة سياحية يزوها السياح من داخل وخارج المغرب. وتوجد بواحة تيغمرت مجموعة من دور الضيافة التي يديرها أبناء الواحة.
تشتهر هذه الواحة بمناظرها الطبيعية الخلابة، وبأشجار النخيل، لكنها تعرضها عدة مرات للحرائق وهو الأمر الذي سبب في تدهورها بشكل كبير. وفي انتظار تنزيل برنامج متكامل سيواكب البرامج الرسمية لإحياء الواحة، يتم زراعة فسائل للنخيل وربما أيضا شتائل للأشجار المثمرة التي عرفت بها تيغمرت كالرمان والزيتون والتين الأمر الذي يعطي الفرصة للمهتمين بتكوين الشباب على طرق الزراعة.

### الوصف

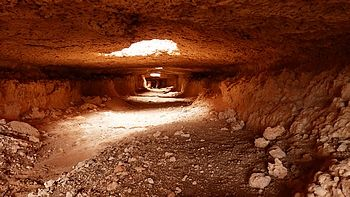
خطارة جافة.

تمتد سلسلة واحات تيغمرت والتي كانت مدرجة في قائمة اليونسكو المؤقتة منذ عام 2016 على طول وادي نون (المعروف أيضًا باسم وادي السكة)، والذي يكون جافًا في الغالب من أواخر الربيع إلى الشتاء، تقع في المنطقة المجاورة لمدينة كلميم جنوب المغرب.

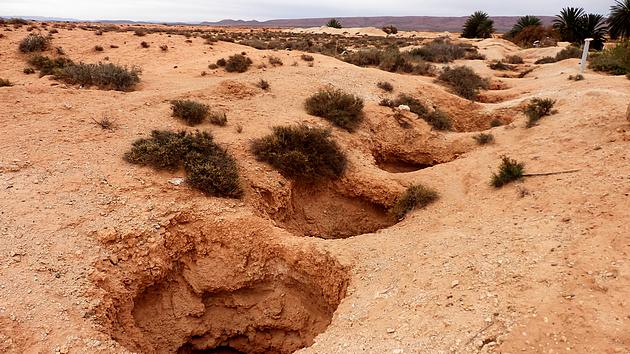
خطارة واحة تغمرت

تعتبر واحة تيغمرت من أكبر الواحات في المغرب، تتكون الواحة من عدة قرى مثل (آيت بكو، تاوريرت، أسرير).  في الشتاء والربيع (اللذين لا يزالان دافئان نسبيًا)، يتم  تزويدها بالمياه من الجبال إلى الشمال عن طريق وادي نون والعديد من القنوات تحت الأرض (الخطارات).

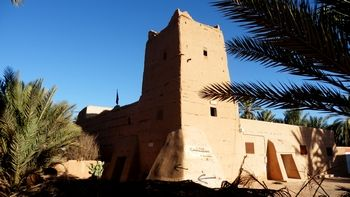

### المعالم
- مناطق الجذب الرئيسية هي حقول الواحات المحاطة بالجدران الترابية مغطاة بأشجار النخيل، حيث تُزرع البطاطس والفاصوليا والبصل والخضروات الأخرى في الربيع.
- يمكن زيارة بعض الخطارات.

#### محيط
- في قرية فاسك المهجورة الواقعة على بعد حوالي 14 كم شرق واحة تيغمرت، يتشكل شلال يبلغ ارتفاعه عدة أمتار في الربيع أو بعد هطول الأمطار الغزيرة.

- يوجد في المناطق المحيطة القريبة والبعيدة بالواحات عدة أماكن بها نقوش صخرية تعود إلى زمن الصيادين وجامعي الثمار.

### الحرائق
في 25 أغسطس 2020، دمر جزء من الواحة بيناران الكثيفة شمل كل من قرية ( تجنانت - تامسوقت - أيت محند - أيت الخنوس - أكينان أماحة - بريجة )، ربما نتيجة للحرارة الشديدة (حوالي 47 درجة مئوية)، لم يصب الناس بأذى، لكن قتل العديد من الأغنام والماعز.

## متحف تغمرت

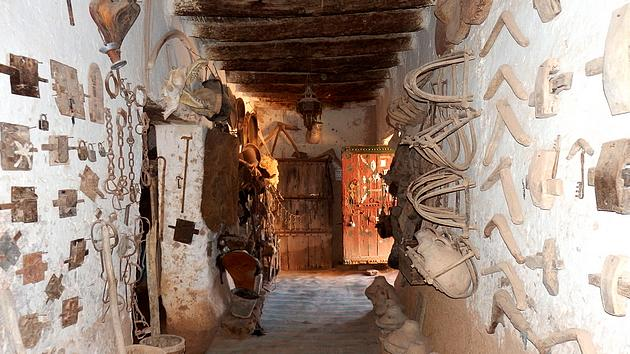
متحف تغمرت

هو عبارة عن متحف يوجد بواحة تغمرت وهو يضم مجموعة نفيسة من القطع التراثية التي تجسد جوانب من مظاهر الحياة والإبداع لدى الرحل في الصحراء على امتداد فترات مختلفة من التاريخ المغربي العريق. وتضم هذه المعلمة الفنية الذي تحتضنها “دار أهل بلال” التي يعود تاريخ تشييدها حسب الرواية الشفوية إلى أزيد من ثلاث قرون، مصنوعات يدوية من جلديات وقطع الخزف وحلي وأزياء وأدوات حجرية ومعدنية متنوعة، تكشف عن نمط تفكير المجتمع الذي أبدعها وأنتجها ووظفها في حياته اليومية.
ويشمل هذا الفضاء أيضا زرابي وفوانيس وصناديق لتخزين الامتعة ولوازم الخيام وأطباق وقصع وأقداح ورحي لطحن الدقيق وموازين وأدوات كانت تستعمل في عملية القنص، وهي نفائس يتعين صيانتها وتثمينها لتضطلع بأدوارها السياحية والثقافية.

## روابط خارجية
تغمرت في أرشيف الإنترنت
- واحة تيغمرت قرب كلميم - صور + معلومات
- واحة تيغمرت - صور + معلومات